# Melliera
Melliera es un género de mantis de la familia Mantidae.

## Especies
Las especies de este género son:
- Melliera brevipes
- Melliera chorotega
- Melliera major
- Melliera mordax